# San Gregorio Magno
San Gregorio Magno là một đô thị (comune) thuộc tỉnh Salerno trong vùng Campania của Ý. San Gregorio Magno có diện tích 49 km2, dân số là 4505 người (thời điểm ngày 1 tháng 4 năm 2009
).